# Раймондо, Мигель Анхель
Мигель Анхель Раймондо (исп. Miguel Ángel Raimondo; 12 декабря 1943, Росарио) — аргентинский футболист, полузащитник. Выступал за сборную Аргентины. Лучший игрок Аргентины 1974 года.

## Карьера
Раймондо дебютировал в чемпионате Аргентины в 1965 году в составе клуба «Росарио Сентраль». Уже на следующий год он стал игроком столичной «Атланта». В этом клубе он сыграл более 100 игр до 1968 года.
В 1969 году он переходит в «Индепендьенте». С этой командой он добился своих самых высоких достижений, среди которых были несколько выигранных турниров и награда лучшего игрока Аргентины в 1974 году.
После этого он сыграл по одному сезону в аргентинских «Ривер Плейт» и «Олл Бойз», после чего завершил карьеру.

## Достижения
| Сезон              | Клуб          | Турнир                   |
| ------------------ | ------------- | ------------------------ |
| Метрополитано 1970 | Индепендьенте | Чемпионат Аргентины      |
| Метрополитано 1971 | Индепендьенте | Чемпионат Аргентины      |
| 1972               | Индепендьенте | Кубок Либертадорес       |
| 1973               | Индепендьенте | Межконтинентальный кубок |
| 1973               | Индепендьенте | Межамериканский кубок    |
| 1973               | Индепендьенте | Кубок Либертадорес       |
| 1974               | Индепендьенте | Межамериканский кубок    |
| 1974               | Индепендьенте | Кубок Либертадорес       |
| Метрополитано 1975 | Ривер Плейт   | Чемпионат Аргентины      |
| Насьональ 1975     | Ривер Плейт   | Чемпионат Аргентины      |